# Beltinci
Beltinci là một khu tự quản (tiếng Slovenia: občine, số ít – občina) trong vùng Pomurska của Slovenia. Beltinci có diện tích 62.2 km2, dân số là theo điều tra ngày 31 tháng 3 năm 2002 là 8256 người. Thủ phủ khu tự quản Beltinci đóng tại Beltinci.